# Andrés Caparrós Martínez
Andrés Caparrós Martínez (Garrucha, Almería, 13 de enero de 1944) es un periodista español.
Es padre de Alonso y Andrés, también presentadores de televisión.

## Biografía
Comienza su carrera profesional en Radio Juventud, y en sus primeros años de periodista vivió de primera mano los sucesos ocurridos en la localidad almeriense de Palomares.
En 1966 se traslada a Madrid y comienza a trabajar en Radio Madrid y posteriormente, en 1971 fija su residencia en Barcelona, trabajando en Radio Miramar.
Su primera experiencia en televisión fue en 1984, con el concurso cultural destinado al público infantil Los sabios, de TVE, que presentó en su primera temporada junto a una entonces desconocida Isabel Gemio, entonces Isabel Garbí.
Entre 1985 y 1987 trabaja en la Cadena SER, conduciendo distintos espacios de variedades y concursos, además de colaborar como animador en el espacio Carrusel deportivo.
Su vuelta a Televisión Española se produce en 1989. Durante un año se hace cargo del programa La Hora del TPT, que en su primera temporada había presentado José Luis Coll.
Un año después, Canal Sur, la recién inaugurada cadena autonómica de Andalucía, se hace con los servicios de Caparrós, que presentará A por todas (1990), Tal como somos (1991-1992) y Quédate con la copla (1992-1993).
En septiembre de este último año se incorpora a Antena 3 Radio donde conduce el programa Noche de coplas. En septiembre de 1994 regresó a Radio España-Cadena Ibérica para hacerse cargo del magacín matinal, Entre nosotros.En 1997 participa como copresentador y enviado especial de nuevo junto a Isabel Gemio en la primera temporada de Sorpresa, sorpresa. En 1998 fue contratado por la Televisión local de Marbella y un año después pasa a Zeta Radio Onda Corazón, una emisora del Grupo Zeta con información sobre crónica social. Desde 2006 colabora con la emisora de radio City FM, presentando el programa Las 4 y Caparrós.
En su faceta de cantante ha grabado nueve discos de canción melódica.
En diciembre de 2006 fue candidato del Grupo Independiente de Almería (GIAL) para la alcaldía de la localidad de Garrucha en las elecciones municipales de mayo de 2007, puesto que finalmente no alcanzó.